# Maria Maddalena (traghetto)
Il Maria Maddalena è una nave traghetto appartenente alla compagnia di navigazione SNAP, appartenuta alla Nav.Ar.Ma dal 1959 al 1978.

## Servizio

Il Maria Maddalena al tempo del servizio per la Nav.Ar.Ma.

Varata il 3 febbraio 1955 nei cantieri navali danesi Christensens Staalskibsvarft A/S di Marstal con il nome di  Ærøskøbing per la compagnia danese A/S Dampskibsselskabet Ærø e consegnata il 12 maggio seguente, entra in servizio il giorno stesso sulla rotta tra Ærøskøbing e Svendborg fino all'ottobre del 1959.
Il 1 novembre 1959 viene acquistata dalla neonata compagnia italiana Nav.Ar.Ma, issando bandiera italiana e venendo ribattezzata Maria Maddalena e divenendo la prima motonave traghetto della flotta.
Il 20 novembre 1959 parte dal porto di Frederikshavn alla volta dell'Isola della Maddalena,facendo più volte scalo durante il trasferimento nei porti di Kiel,Bremerhaven, Ceuta e Barcellona, ed arrivando circa un mese dopo, il 12 dicembre al porto della Maddalena.
Dal 17 dicembre 1959 entra in servizio sul collegamento tra  Palau, La Maddalena e Santa Teresa di Gallura.
Il 9 aprile 1966, con l'apertura delle rotte per l'Elba, viene spostata sulla Piombino-Portoferraio.
Nel settembre del 1978, dopo 19 anni di servizio per la balena blu, viene ceduta alla Mazzella Libera Navigazione S.R.L, che la inserisce nei collegamenti tra Gaeta, Formia, Terracina e Ponza.
Nell'agosto del 2005 viene venduta alla SNAP, che la continua ad utilizzare tutt'oggi sulla Terracina-Ponza.
Dal 2014 al 2023 ha operato in noleggio per conto della Laziomar sulla stessa rotta.
Al termine del noleggio torna in flotta SNAP.